# Jean de Dampierre Saint-Dizier
Jean de Dampierre Saint-Dizier, mort le 4 mai 1375, est un prélat français, évêque de Verdun au XIVe siècle. 

## Biographie
Jean est un fils de Geoffroi de Saint-Dizier et d'Isabeau de Châtillon. 
Jean de Saint-Dizier est élu évêque de Verdun en 1371. Il règle avec les Pierrefort la vieille affaire des dettes de l'évêché.

## Source
- Nicolas Roussel, Histoire ecclésiastique et civile de Verdun, Paris, 1745.